# Althepus incognitus
Althepus incognitus là một loài nhện trong họ Ochyroceratidae. Loài này phân bố ở Ấn Độ.